# Šulákův mlýn
Šulákův mlýn v Novém Hobzí v okrese Jindřichův Hradec je vodní mlýn, který stojí v západní části obce na řece Moravská Dyje. Je chráněn jako nemovitá kulturní památka České republiky.

## Historie
Původní renesanční panský mlýn byl součástí tvrze, poté zámku, a stál přibližně 250 metrů proti proudu Dyje. 16. června 1713 jej koupil Maxmilián František z Deblína spolu se statkem  Nové Hobzí; mlýn byl v té době začleněn do vsi Staré Hobzí. Když byl zámek v Novém Hobzí zbořen, bylo tehdejší stanoviště mlýna zrušeno a mlýn přeložen do domu č. 2.
Byl v provozu do roku 1952.

## Popis
Voda na vodní kolo vedla od jezu náhonem.